# Villa d'Adda
Villa d'Adda(Ela d'Ada) là một đô thị ở tỉnh Bergamo trong vùng Lombardia, có vị trí cách khoảng 35 km về phía đông bắc của Milan và khoảng 15 km về phía tây của Bergamo. Tại thời điểm ngày tháng 6 năm 2009, đô thị này có dân số 4.649 người và diện tích là 6,0 km².
Villa d'Adda giáp các đô thị: Brivio, Calco, Calusco d'Adda, Carvico, Imbersago, Pontida, Robbiate.